# Framlingham
Framlingham è un paese di 2 839 abitanti della contea del Suffolk, in Inghilterra. Degno di nota il castello.